# Eishockey-Regionalliga 1969/70
Die Regionalliga 1969/70 war die fünfte Spielzeit der dritthöchsten Spielklasse im deutschen Eishockey unter diesem Namen. Sie wurde wie in den Vorjahren in zwei regionalen Gruppen Nord und Süd ausgetragen. Die beiden Gruppensieger spielten die Regionalligameisterschaft aus, wobei sich der Berliner Schlittschuhclub gegen den EV Regensburg-Donaustauf durchsetzte. 
Anschließend spielten Platz 1 bis 3 der Gruppe Süd und die beiden besten  Mannschaften der Gruppe Nord, die keine zweite Mannschaft eines Vereins darstellten, mit den schlechteren Mannschaften der entsprechenden Oberligagruppe die Qualifikationsrunde zur eingleisigen Eishockey-Oberliga 1970/71 aus. Dabei konnten sich der EV Mittenwald und der Berliner Schlittschuhclub für die Oberliga qualifizieren konnten.

## Regionalliga Nord 1969/70

### Teilnehmer
Der Berliner Schlittschuhclub hatte sich aus der Oberliga Nord in die Regionalliga zurückgezogen, dafür rückte die Mannschaft des Hamburger SV in die Oberliga nach.
Folgende sieben Mannschaften nahmen an der Liga teil:
- Altonaer SV 1893
- Berliner Schlittschuhclub (Absteiger)
- Hertha BSC
- EHC Nord Berlin
- HTSV Bremen
- Düsseldorfer EG 1b
- EC Hannover 1b

### Modus
Die sieben Mannschaften spielten eine Einfachrunde. Die beiden besten Mannschaften, die nicht 2. Mannschaften eines Vereins waren, qualifizierten sich für die Qualifikationsrunde Nord zur Oberliga 1970/71.
In die Regionalliga Nord konnten interessierte Mannschaften aufsteigen.

### Tabelle
Stand 29. Dezember 1969. Weitere Ergebnisse sind nicht bekannt.
|    |                           | Sp | S | U | N | Tore    | Punkte |
| -- | ------------------------- | -- | - | - | - | ------- | ------ |
| 1. | Düsseldorfer EG 1b        | 11 | 9 | 0 | 2 | 108:25  | 18:04  |
| 2. | EC Hannover 1b            | 12 | 8 | 1 | 3 | 74:39   | 17:07  |
| 3. | Berliner Schlittschuhclub | 08 | 6 | 1 | 1 | 088:028 | 13:03  |
| 4. | HTSV Bremen               | 10 | 6 | 1 | 3 | 059:037 | 13:07  |
| 5. | Altonaer SV 1893          | 9  | 1 | 2 | 6 | 024:066 | 04:14  |
| 6. | Hertha BSC                | 11 | 2 | 0 | 9 | 030:097 | 04:18  |
| 7. | EHC Nord Berlin           | 11 | 1 | 1 | 9 | 011:112 | 03:19  |

Abkürzungen: Sp = Spiele, S = Siege, U = Unentschieden, N = Niederlagen.

Erläuterungen: Teilnahme Regionalligameisterschaft und Qualifikationsrunde zur Oberliga, Teilnahme Qualifikationsrunde zur Oberliga.

## Regionalliga Süd

### Teilnehmer
Der EC Bad Tölz 1b hatte sich aus der Regionalliga zurückgezogen. Der Absteiger aus der Oberliga SC Garmisch-Partenkirchen hatte sich in EV Mittenwald umbenannt. Neu in der Liga war der Meister der Bayernliga EV Landshut 1b.
Folgende fünf Mannschaften nahmen teil:
- EV Regensburg-Donaustauf
- VER Selb
- EV Mittenwald (Absteiger)
- EV Landshut 1b (Neuling)
- EV Füssen 1b

### Modus
Die fünf Mannschaften spielten eine Einfachrunde. Anschließend spielten die Mannschaften auf den Plätzen 1 bis 3 mit den schlechteren Mannschaften der Oberliga Süd die Qualifikationsrunde zur eingleisigen Eishockey-Oberliga 1970/71 aus.

### Tabelle
|    |                          | Sp | S | U | N | Tore  | Punkte |
| -- | ------------------------ | -- | - | - | - | ----- | ------ |
| 1. | EV Regensburg-Donaustauf | 8  | 6 | 0 | 2 | 31:27 | 12:04  |
| 2. | VER Selb                 | 8  | 4 | 1 | 3 | 38:34 | 09:07  |
| 3. | EV Mittenwald            | 8  | 4 | 0 | 4 | 44:39 | 08:08  |
| 4. | EV Landshut 1b           | 8  | 3 | 1 | 4 | 38:32 | 07:09  |
| 5. | EV Füssen 1b             | 8  | 1 | 2 | 5 | 24:38 | 04:12  |

Abkürzungen: Sp = Spiele, S = Siege, U = Unentschieden, N = Niederlagen.

Erläuterungen: Teilnahme Regionalligameisterschaft und Qualifikationsrunde zur Oberliga, Teilnahme Qualifikationsrunde zur Oberliga.

## Deutsche Regionalligameisterschaft
Berliner Schlittschuhclub – EV Regensburg 4:6 und 11:3